# Jaffueliobryum
Jaffueliobryum là một chi rêu trong họ Grimmiaceae.